# Templo del Fuego
Templo del Fuego és una atracció del tipus walk-through amb efectes especials que trobem al parc temàtic PortAventura Park, a Salou i Vila-seca. S'inaugurà el 25 d'abril de 2001 per l'actor Jean-Claude Van Damme i el dissenyador de l'atracció Craig Hanna.
La construcció de Templo del Fuego és la despesa més forta feta per PortAventura Park, 30.000.000 €.
El tema de l'atracció està basat en l'exploració del temple del Deu del Foc.
En el seu moment era l'atracció amb més efectes d'aigua i foc del món.

## Inicis
El pensament de crear aquesta atracció va sorgir l'any 1999 de la mà d'Universal, propietari del control del parc per aquell temps. La idea principal era atraure visitants al parc creant una atracció de fortes emocions, que tinguera repercussió mundial, una gran capacitat i que estiguera localitzada a l'àrea de "México". L'atracció heretava tecnologia ja desenvolupada en atraccions als parcs Universals arreu del món, més concretament en l'atracció Backdraft, basada en un pel·lícula anomenada "Llamaradas" en el doblatge al castellà, però multiplicant-la. També es va agafar com a refèrencia Poseidon's Fury una atracció situada a Island of Adventure en Orlando (Florida).

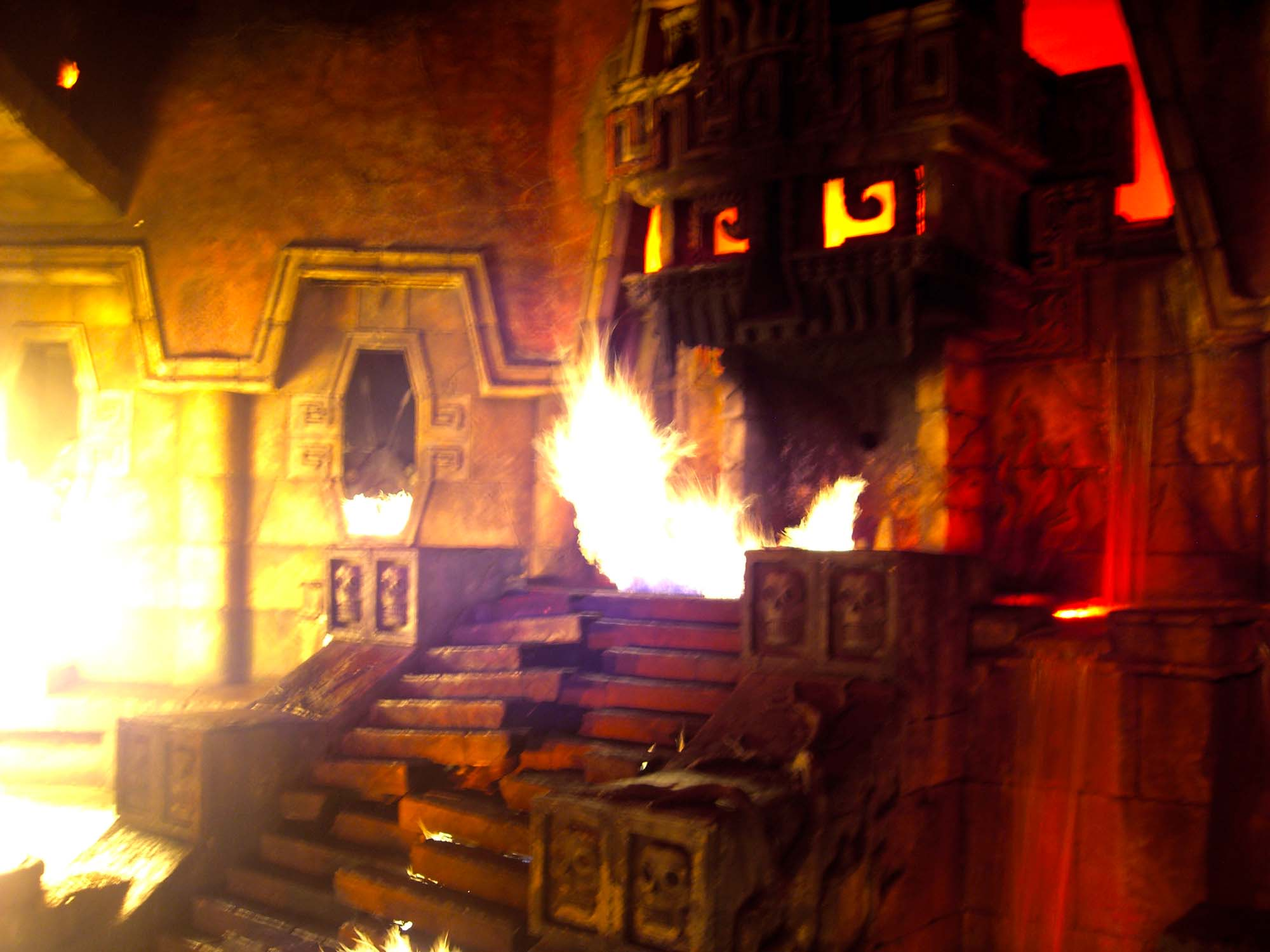
L'anomenada "Sala Reial" del Templo del Fuego on s'amaga el tresor.

ITEC Entretretainment Corporation i un equip de creatius espanyols i americans de Universal Studios varen començar a desenvolupar l'atracció. Des que la idea va sorgir fins a la seva inauguració, varen treballar més de 120 persones. Craig Hanna, director creatiu, tenia clara la idea des del principi, volia foc i efectes especials, tot això emmarcat en una història inspirada en les pel·lícules d'aventures dels anys 30.

## Descripció
Templo del Fuego és la primera atracció walk-through de PortAventura amb efectes especials, és a dir, els visitants passegen per dintre d'ella seguint una història acompanyada d'un actor. El públic rep fortes emocions creades a partir d'un bon argument i efectes especials. L'atracció també es pot descriure com a show, ja que en quasi tota ella estem acompanyants per un actor, al principi n'hi havia dos: un home i una dona. Actualment PortAventura la descriu com un espectacle.
L'alçada mínima per entrar-hi és d'1,40 m, o 1 m acompanyat d'un adult, encara que l'atracció no és recomanable per a nens, ni per persones que patesquin qualsevol problema cardiovasculars, siguin claustrofòbics o sensibilitat als canvis bruscs de temperatura.
Està situada a l'àrea de "México", pròxim a Hurakan Condor, l'altra atracció estrella d'aquesta àrea. Aquesta atracció té una botiga amb merchandising especial de l'atracció anomenada "Bazar del Templo", però aquesta botiga està tancada des de fa temps i només n'hi ha un taulell per vendre Halloween Passports a la temporada de Halloween de Port Aventura.

### Aspecte Tècnic

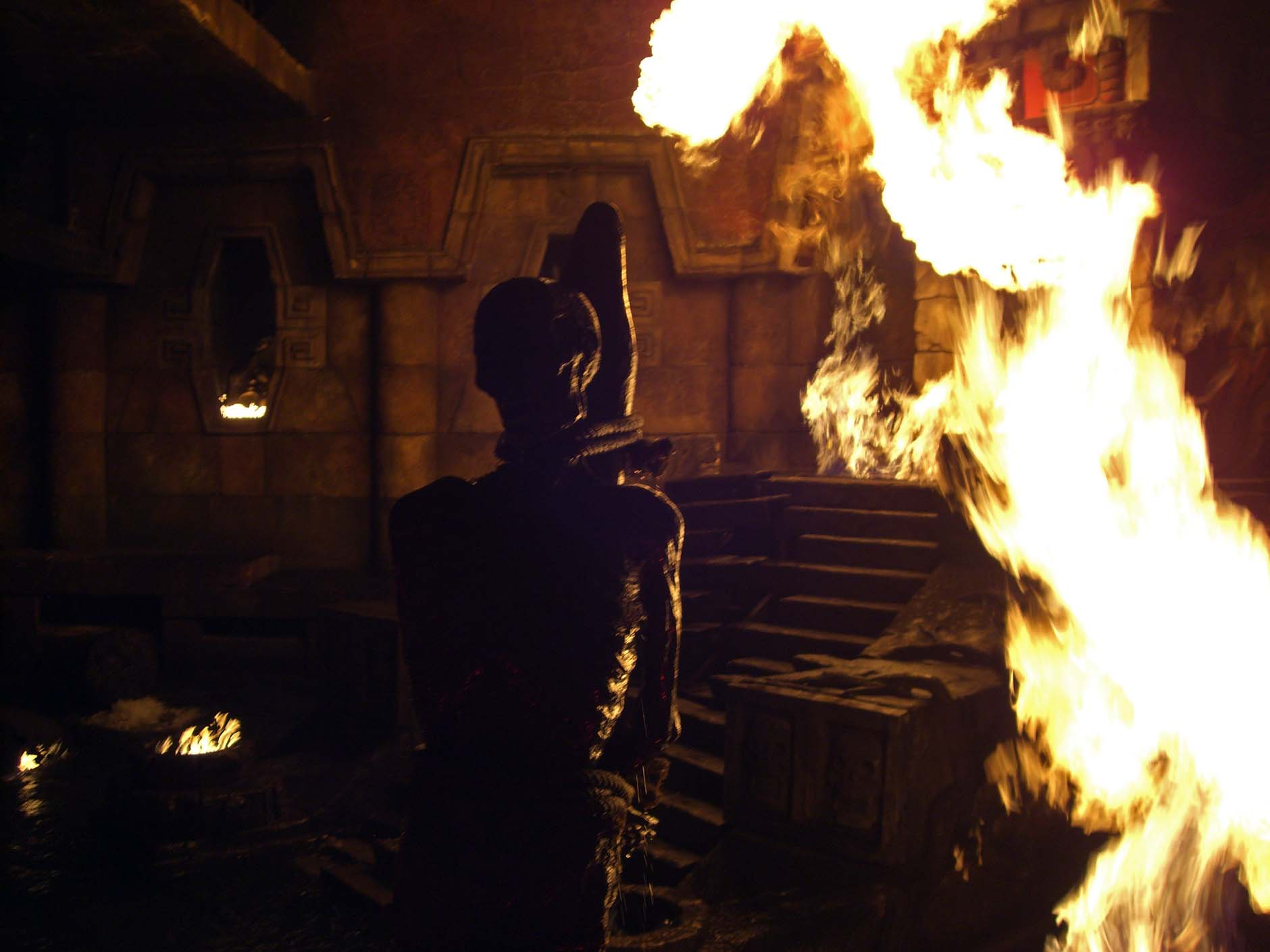
Esquelets al "Templo del Fuego"

L'atracció està formada per dues sales.
La primera sala anomenada "La Cambra dels Misteris" on es realitza el pre-show. Els efectes que podrem trobar són d'il·luminació, so i aire comprimit.
La segona sala s'anomena "Sala Reial" és on es desenvolupa la majoria de l'acció del show i on gaudirem d'efectes de tota classe.
Al principi dels seus orígens Templo del Fuego es podia considerar una de les atraccions més avançades tecnològicament. Dotze programadors van crear un sistema informàtic en exclusiva controlat per un ordinador industrial. El sistema es va anomenar RSS (Ride Show Supervisor), i s'encarrega de controlar tots els efectes utilitzats : foc, aigua, il·luminació, so, plataformes hidràuliques i interaccionar amb l'actor mitjançant uns sensors, a més del control d'oxigen i diòxid carboni de la sala on 13 ventiladors renoven l'aire cada 30 segons. També s'encarrega del control de la temperatura on es pot arribar a 57 graus en pocs segons. La seguretat és uns dels aspectes més importants en qualsevol atracció. Per a aquesta en què el foc és el seu principal element, la seguretat es controla mitjançant un ordinador que al seu torn està enllaçat amb altre per si el primer falla, i tot supervisat sempre per un operari en cabina.
Encara que basada en Backdraft, una atracció d'Universal Studios, Templo del Fuego utilitza més foc i el porta al límit, on les flames arriben a 2,5 metres del visitant sense cap protecció pel mig. L'efecte més espectacular de l'espectacle és una flamarada horitzontal (pomp-fire) llançada directament als espectadors realitzada per primera vegada en una atracció a tot el món.

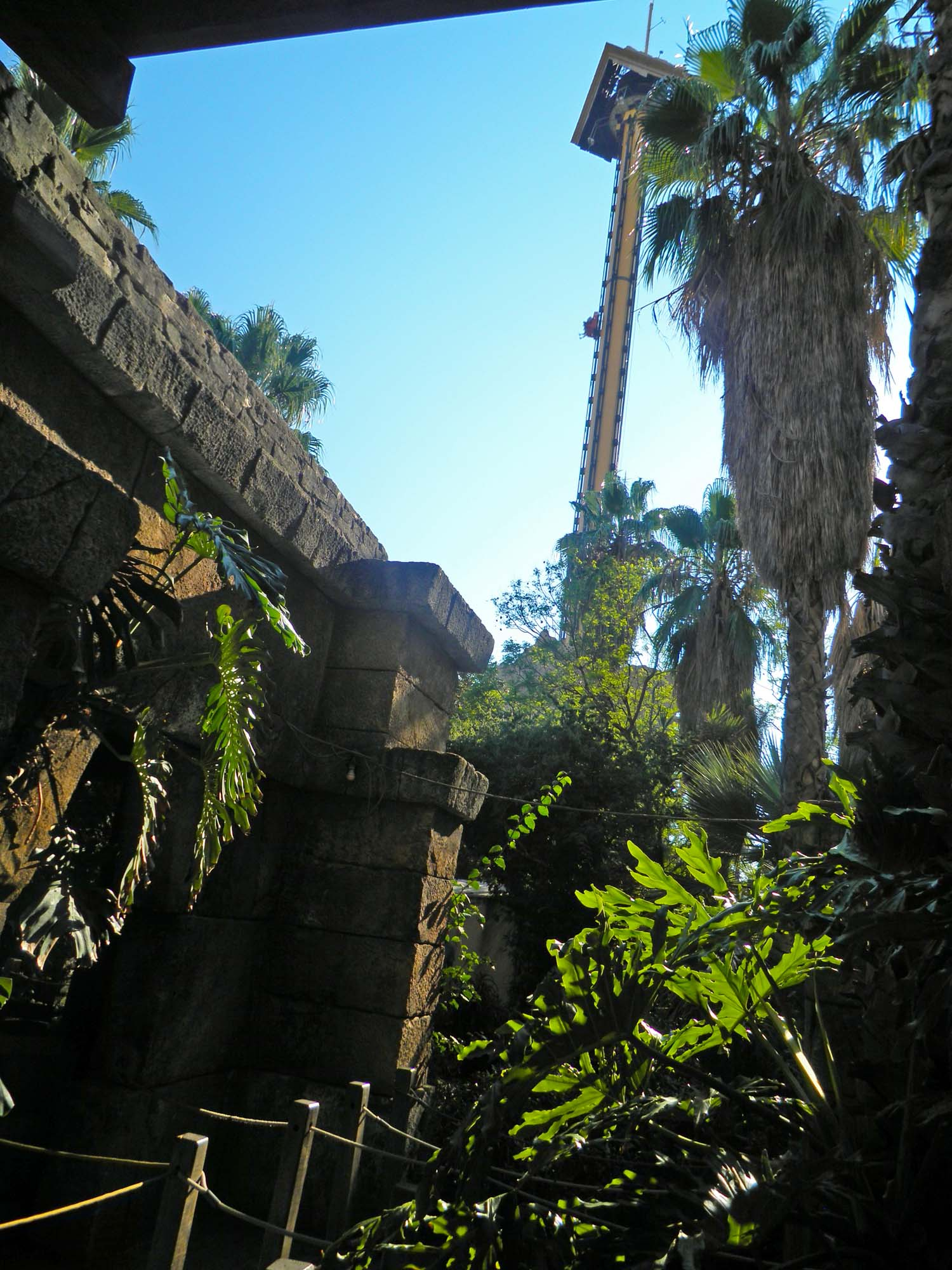
Vistes de Hurakan Condor des de Templo del Fuego

Tota la història la vivim acompanyats d'una banda sonora expressament feta per a ella.
La creació de l'atracció va ser de Thinkwell Group on Jimmy Pickering es va fer càrrec del concepte d'art. A part de l'empresa ITEC ENTERTAIMENT que va ser qui va crear el sistema de control de l'atracció, altres empreses punteres al sector varen treballar en aquest projecte:
LEVEL CONTROL SYSTEMS: es va encarregar del sistema del so, on François Bergeron va ser qui va crear el disseny de sons.
VISUAL TERRAIN: va treballar al disseny de la il·luminació de tota l'atracció.
ENRIE MERLAN: la pintura de l'atracció, jardineria i altres detalls de l'atracció van anar a càrrec d'ell.

#### Millores tècniques
Port Aventura el 2012 va canviar el sistema de so, que funcionava amb matrius analògiques per dos unitats de mescla digitals de la marca Yamaha DME64N unides en cascada i dotades de vuit targetes miniYGDAI MY8ADDA96 per proporcionar al sistema un total de 64 entrades i 64 eixides analògiques, el que faciliten qualsevol canvi al show sense fer cap modificació important a la instal·lació.
L'atracció que visualment és molt cridanera, no es queda curta amb el so. Els equips realitzen amb funcions automatitzades la gestió de més de 50 entrades d'àudio per més de 48 punts d'altaveus repartits des de la passarel·la d'entrada fins a l'acabament del show principal. <

### Aspectes econòmics
Fins avui Templo del Fuego és l'atracció més cara de PortAventura amb una despesa de 30.000.000 €. Ha estat fora de servei per algunes avaries no gaire importants.
Però el seu principal problema és la despesa que realitza en cada sessió. Es calcula que en una sessió gasta el mateix gas que una família en un any. Encara que al principi estava pensada per fer flames cada sis minuts, una vegada darrere altra, durant 14 hores al dia. Des del 2001 fins al 2008 l'atracció va operar sense cap tall, però a partir d'aquest últim any es trobava no operativa, arribant a pensar entre aficionats als parcs que seria desmantellada per a una nova atracció per celebrar el 15 aniversari del parc. Finalment aquest rumor no fou cert i Templo de Fuego va seguir operatiu en temporada alta de 16:00 h. a 22:00 h. i puntualment en altres festivitats fins a la temporada 2024, en la qual l'atracció va passar a operar tots els dies de l'any entre les 11:30 h. i les 14:30 h. i entre les 15:30 h. a les 17:30 h..

## Temàtica

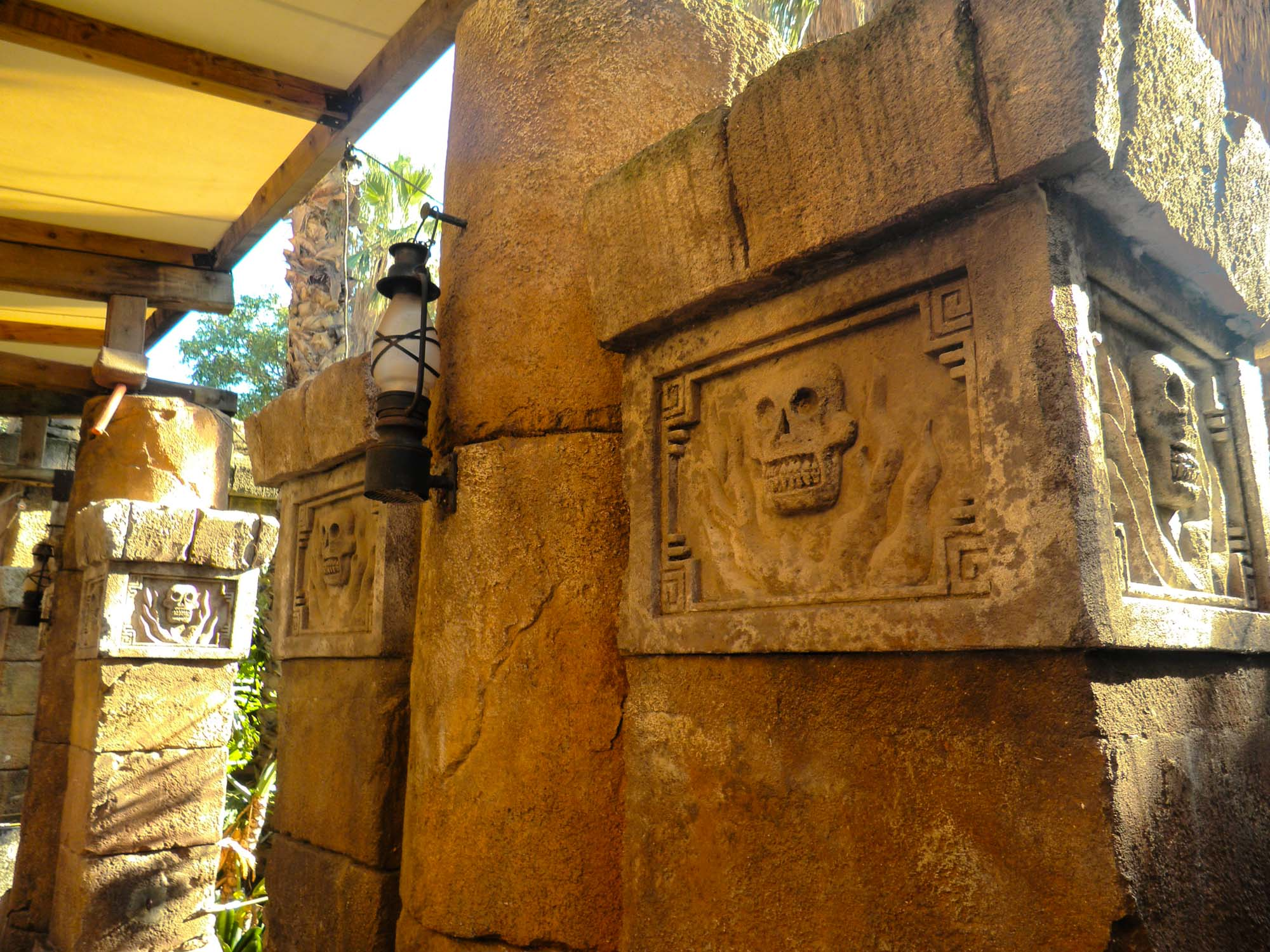
Detalls a la façana del "Templo del Fuego"

Representació d'una excavació arqueològica al voltant d'un temple asteca en la frondosa selva. L'atracció agafa la temàtica d'aventures de les pel·lícules dels anys 30 i la recrea a l'extrem per al visitant. La tematització és general, qualssevol racó ha tingut cura d'estar decorat des de l'entrada, fins a l'eixida.

### Argument
A dintre de la selva mexicana hi ha un temple asteca de més de dos mil anys, que els indígenes construïren per adorar al seu "Déu del Foc", anomenat el déu Xiuhtecuhtlee. Encara que ara està abandonat a dintre conserva tresors d'incalculable valor.
Ara un equip d'exploradors han trobat uns mapes on es marca el tresor en una sala prohibida del temple on llegendes comenten el seu gran perill.
Paulo Pompidú t'espera en la "Cambra dels Misteris", on ha pogut desxifrar uns jeroglífics:
-Des de la Cambra dels Misteris, travessant el Portal del Temor fins a arribar a la Cambra Reial, on hi ha un incomparable tresor-
Sembla que és la clau per obrir per primera vegada la porta als tresors millor guardats de la civilització asteca. T'atreviràs a entrar? Recorda que si entres t'esperarà la ira del déu Xiuhtecuhtlee. Un consell no et deixes dur per l'ambició de Pompidú o serà la teva perdició.

### Recorregut

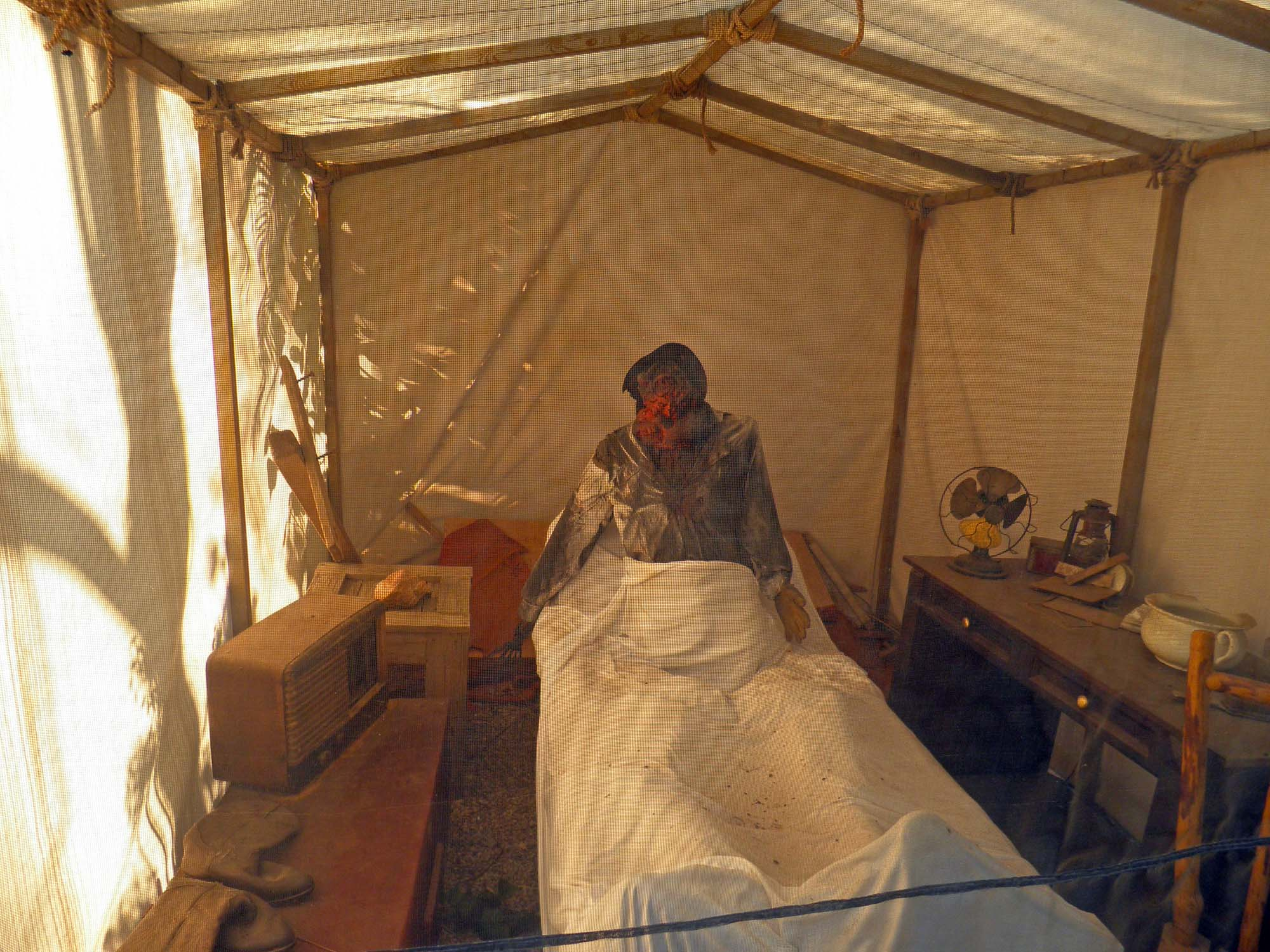
Explorador cremat a les cues del "Templo del Fuego"

Els visitants s'endinsen a dintre de la frondosa selva on les cues passen per un campament d'arqueòlegs on es troba material d'exploració i algun cadàver calcinat. Seguim caminant i apropant-se cada vegada més al temple, acompanyats dels sons d'una ràdio mexicana on escoltem entre interferències successos no gaire agradables. Mentre fem les cues contemplarem la decoració exterior del temple.
Al final de la cua 160 persones seran les primeres a entrar en la "Cambra dels Misteris" (sala preshow), on ens esperarà Pauolo Pompidú i ens explicarà el que ha descobert fins avui on ens diu: "- La pedra és la clau".Aleshores Paulo girarà una mena de combinació mitjançant unes pedres encastades a la paret. En aquesta sala ens podem endur més d'un ensurt quan els baixons de la poca llum que hi ha ens deixen a fosques, i ens envolten ratpenats, rates, fantasmes, fins que Pompidú acabe d'obrir la porta per passar a la "Cambra Reial".
Passarem per sota del "Portal del Temor" fins a arribar a la "Cambra Reial" on ens posarem en una plataforma de dues altures des d'on l'arqueòleg ens recordarà: "- No tanqueu la porta per cap concepte". Però la porta es tancarà de sobte. Pompidú saltarà per damunt de pedres que es mouen, en eixe moment les "Comportes del Saber" s'obriran allotjant-se en elles grans riqueses, cosa que dona al nostre company la pista d'on es troba "L'amulet de la Immortalitat" que és el que realment vol per dominar el misteri de la vida. L'arqueòleg a la fi arribarà a "La Boca de la Vida Eterna" on està el tresor. Però una vegada agafe l'amulet, les trampes i el foc començaran a fer impossible la fugida de Paulo i aquest decidirà llançar-se per dintre de "La Boca de la Vida", deixant-nos totss sols davant del perill. Tremolors, aigua bullent, foc per tots llocs, esglais diversos fins a l'apoteosi final d'una flamarada directa a nosaltres i tot hi haurà acabat.
En finalitzar l'espectacle desallotjarem la sala i els visitants passaran per dintre de la botiga de l'atracció.

### Halloween

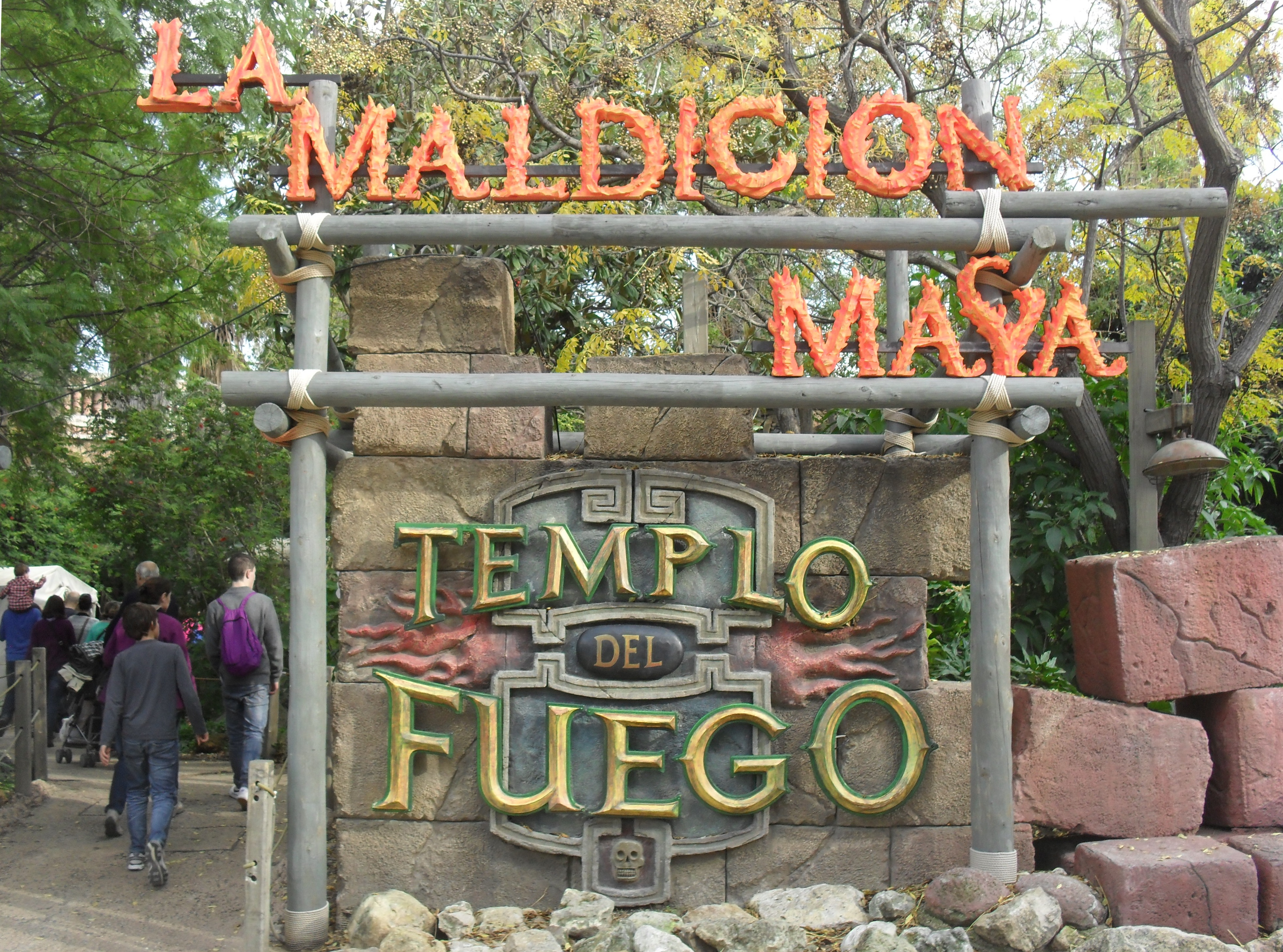
Templo Del Fuego en Halloween 2012

El 2012 en època de la festivitat de halloween "Templo del Fuego" es va convertir durant aquesta festivitat en "Templo del Fuego:La Maldición Maya".
Les cues varen ser ambientades amb algun animatrònic i actors disfressats de zombis socarrats que espantaven als visitants al seu pas envoltats per una sotil boira.
Una vegada a dintre de l'atracció un sacerdot maia realitzava un ritual simulant la fi del món, on el foc era el vertader protagonista. L'espectacle principal era relativament paregut a l'habitual, però amb una banda sonora diferent, personatge diferent i un ritme més pausat.
Sols es podia veure els dissabtes i diumenges de 12:00 h a 17:00 h.
Les modalitats de Express Pass estaven en ús.

## Rebuda
L'atracció inaugurada el 2001, va ser visitada per 1,5 milions de persones en els seus primers quatre mesos d'obertura. Actualment segueix seguint una de les atraccions favorites del parc.
En 2003 la Thea la va guardonar amb el "Award for Outstanding Achievement".
Ha rebut diversos premis en diferents anys de la UETPA (Ultimate European Theme Parks Awards).